# Шьяма (актриса)
Шьяма (хинди श्यामा; 7 июня 1935, Лахор, — 14 ноября 2017, Мумбаи), настоящее имя — Хуршид Ахтар (урду خورشید اختر ہے‎) — индийская актриса, снимавшаяся в 140 фильмах на хинди в 1945—1980 годах. Лауреат Filmfare Award за лучшую женскую роль второго плана.

## Биография
Актриса родилась в Лахоре (ныне Пакистан) 7 июня 1935
или 12 июля 1933 года в семье мусульман-панджабцев,
получив при рождении имя Хуршид Ахтар, и была одной из девяти детей в семье. Свою карьеру в кино она начала в возрасте девяти лет, появившись в роли одно из хористок в музыкальном номере «Aahein Na Bhari Shikve Na Kiye» фильма Zeenat, вышедшего в 1945 году.
Псевдоним «Шьяма» Хуршид получила от режиссёра Виджая Бхатта.
В последующие годы она приняла участие в примерно 80 кинолентах, исполняя эпизодические роли, пока не была выбрана на роль «другой девушки» в фильмы Tarana (1951) и Sazaa (1951).
Снимаясь в Sazaa, 16-летняя актриса влюбилась в режиссёра и оператора Фали Мистри. Они поженились в 1953 году, и в этом браке родилось трое детей: сыновья Фарук и Рохин и дочь Ширин. Фали скончался в 1979 году.
Шьяма продолжила сниматься в кино несмотря на замужество и рождение детей.
Именно в тот период она снялась в своём самом известном фильме Aar Paar (1954), сыграв дочь владельца таксопарка, которая влюбляется в бывшего заключенного, работающего на её отца.
В том же году она появилась в драме «Шарада», являющемся ремейком тамильского хита Edhir Paradhathu, где исполнила второстепенную роль невесты главного героя. Фильм принёс ей Filmfare Award за лучшую женскую роль второго плана.
Среди других её знаменитых работ — роли в фильмах Bhabhi (1957) и Chhoti Bahen (1960).
Её последней работой в кино стал фильм  Hathyar, вышедший в 1989 году.
Шьяма скончалась в Мумбаи утром во вторник 14 ноября 2017 года в возрасте 82 лет.